# فيليب كوك
فيليب كوك (بالإنجليزية: Philip Cook) هو سياسي أمريكي، ولد في 31 يوليو 1817 في الولايات المتحدة، وتوفي في 21 مايو 1894 في نفس البلد. حزبياً، نشط في الحزب الديمقراطي. وقد انتخب عضو مجلس النواب الأمريكي.